# Dermea tulasnei
Dermea tulasnei är en svampart som beskrevs av J.W. Groves 1946. Dermea tulasnei ingår i släktet Dermea och familjen Dermateaceae.   Inga underarter finns listade i Catalogue of Life.